# Crypsotidia maculifera
Crypsotidia maculifera is een vlinder uit de familie spinneruilen (Erebidae). De wetenschappelijke naam is voor het eerst geldig gepubliceerd in 1898 door Staudinger.
De soort komt voor in tropisch Afrika.